# Google Classroom
Google Classroom é um sistema de gerenciamento de conteúdo para escolas que procuram simplificar a criação, a distribuição e a avaliação de trabalhos. Ele é um recurso do Google Apps redirecionado à área de educação. 
Desta forma, é uma plataforma de Internet que permite aos professores criar e distribuir tarefas de aprendizagem, prática e avaliação aos alunos de uma forma sem papel; os alunos completam as tarefas nos seus computadores (como trabalhos de casa ou em horários de trabalho designados durante o dia lectivo), podem comunicar eletronicamente com o professor em caso de problemas e dúvidas, e submetê-los eletronicamente ao professor após a sua conclusão. Google Classroom é assim uma ferramenta para a aprendizagem integrada.
Google LLC lançou a plataforma como parte do seu serviço Google for Education a 12 de agosto de 2014. A Google convidou educadores para participar da versão beta confidencial a partir de julho de 2014 antes do lançamento para o público em setembro. O Google Classroom está disponível em 42 línguas, incluindo alemão. Nos Estados Unidos, o Google Classroom tem sido utilizado em muito grande escala durante muitos anos, enquanto que ganhou notoriedade na área linguística internacional devido ao encerramento de muitas escolas durante a pandemia da COVID-19.